# 华顶杜鹃
华顶杜鹃（学名：Rhododendron huadingense），一种分布于中国浙江省的落叶灌木，隶属于杜鹃花科杜鹃花属，模式产地为浙江天台县华顶山，被列为国家二级重点保护野生植物。

## 形态特征
华顶杜鹃高1－4米，树皮呈灰褐色。当年生枝绿色，无毛。冬芽卵形，芽鳞阔倒卵形，具睫毛。叶纸质，常4－5枚集生于枝顶，两面绿色，干时黄绿色（但幼叶干时黑绿色），卵形、卵状椭圆形或椭圆形，长6－10厘米，宽8－6厘米，先端急尖，基部阔楔形或圆形；边缘具细锯齿和粗缘毛，幼时两面疏被紧贴的金黄色短绒毛，老时近无毛，中脉在上面凹陷，在下面凸起，连同10－12对侧脉均密被灰色短绒毛；叶柄被糙伏毛和短绒毛，长约1厘米。花2－4朵簇生成伞形状，顶生，花梗长1－2厘米，密被腺毛；花萼小，5浅裂，被腺毛；花冠漏斗状，长4.5－5厘米，淡紫色或紫红色，干时蓝紫色，5裂，裂片椭圆形，长8－3.5厘米，宽2.4－2.8厘米，上方3裂片基部有紫色斑点，雄蕊10，花丝长3－4.5厘米，无毛；子房卵形，长约4毫米，无毛。